# Machaerota notoceras
Machaerota notoceras är en insektsart som beskrevs av Schmidt 1918. Machaerota notoceras ingår i släktet Machaerota och familjen Machaerotidae. Inga underarter finns listade i Catalogue of Life.